# Zdzisław Motyka
Zdzisław Motyka, född 23 januari 1907 i Zakopane, död 21 mars 1969 i Kraków, var en polsk längdåkare. Han var med i de olympiska vinterspelen 1928 i Sankt Moritz och kom på tjugotredje plats på 18 kilometer. Han ställde även upp fyra år senare i Lake Placid. På 18 kilometer kom han på trettioandra plats, medan han bröt femmilen.
Han var kusin till Stanisław Motyka.